# Salvadoraceae
Famille
Classification APG III (2009)
Les Salvadoraceae (les Salvadoracées) sont une famille de plantes à fleurs dicotylédones comprenant une dizaine d'espèces réparties en 2 à 3 genres.
Ce sont des arbres ou des arbustes, parfois épineux, parfois rampants, des milieux arides ou salés, des régions subtropicales à tropicales. On les rencontre en Afrique, à Madagascar, au sud de l'Asie et en Malaisie.

## Étymologie
Le nom vient du genre type Salvadora, nom donné en hommage  au pharmacien et botaniste Catalan Juan Salvador y Bosca (ca) (1598–1681).

## Classification
La classification classique de Cronquist (1981) situait cette famille dans l'ordre des Celastrales.
La classification phylogénétique situe cette famille dans l'ordre des Brassicales.

## Liste des genres
Selon Angiosperm Phylogeny Website (4 août 2015) :
- Dobera
- Salvadora

Selon NCBI (4 août 2015) :
- Azima (en)
- Salvadora

Selon DELTA Angio (4 août 2015) :
- Azima
- Dobera
- Salvadora

## Liste des espèces
Selon NCBI (21 juin 2010) :
- genre Azima
  - Azima tetracantha
- genre Salvadora
  - Salvadora angustifolia
  - Salvadora persica